# Češnjiška Rača
Češnjiška Rača je povirni krak reke Rača, ki se pri Domžalah izliva v Kamniško Bistrico. Izvira v bližini naselja Češnjice pri Moravčah.